# Földváry család (földvári)
A földvári nemes és báró Földváry család egy régi eredetű magyar nemesi, majd főnemesi család.

## Története
A család Komárom vármegye területéről származik, eredeti nemesi oklevele valószínűleg elveszett, az 1646. október 29-én kelt címeres nemeslevél csak a korábbi nemesség megerősítése. Sándor, János és Miklós nemességét 1755-ben Bács vármegyében, majd 1768-ban Komárom vármegyében is kihirdették. A Földváryak nagy része Zomborban lakott. 1857. augusztus 25-én Földváry Lajosnak báró címet adományozott az uralkodó, amit 1875-ben Magyarországra is kiterjesztettek. Kiemelendő, hogy a báróságot szerző Lajos és két testvére is honvédezredesek voltak.

## Jelentősebb családtagok
- Földváry Károly (1809–1883) honvédezredes, az olaszországi magyar légió parancsnoka.
- Földváry Lajos (1811–1881) honvédezredes, a család bárói címének megszerzője.
- Földváry Sándor (1809–1868) honvédezredes.
- Földváry-Boér Elemér (1930–1956) író, költő, recski fogoly.